# New York Hilton Midtown
O New York Hilton Midtown é o maior hotel da cidade de Nova York e o 101º hotel mais alto do mundo. O hotel é de propriedade corporativa e administrado pela Hilton Worldwide. 
O prédio de 47 andares localizado na borda noroeste do Rockefeller Center na Sexta Avenida com a 53rd Street hospedou todos os presidentes dos EUA desde John F. Kennedy aos The Beatles durante a visita de 1964 ao The Ed Sullivan Show. A primeira chamada de telefone celular do mundo foi feita pelo convidado do hotel, Martin Cooper, em frente ao Hilton Midtown em 1973. Donald Trump fez seu discurso da vitória como presidente eleito dos EUA no hotel em 9 de novembro de 2016.
O hotel também é palco da cerimônia de premiação do International Emmy Awards, apresentado pela Academia Internacional das Artes e Ciências Televisivas.